# Prvenstvo Nezavisne Države Hrvatske u nogometu 1943
Il Prvenstvo Nezavisne Države Hrvatske u nogometu 1943. (in lingua italiana Campionato di calcio dello Stato indipendente di Croazia 1943), detto anche Natjecanje u hrvatskom državnom razredu (Competizione della classe statale croata), fu la quarta edizione di un torneo di sole squadre croate, la terza dello Stato indipendente di Croazia.

## Formula
Il terzo campionato della NDH cambiò ancora formula: ci furono 4 fasi, la prima a livello regionale che serviva a scremare le 14 protagoniste che sarebbero passate al secondo turno. Quest'ultimo e gli altri due erano a livello statale.

Il torneo regionale principale, il campionato di Zagabria, iniziato il 25 ottobre 1942 e concluso il 20 giugno 1943, qualificò quattro squadre ai turni successivi: le prime tre al terzo (ad eliminazione diretta) e la quarta al secondo turno (a gironi).

Il secondo turno era impostato su quattro gironi (composti dalle migliori squadre degli altri tornei regionali) le cui vincitrici passarono al turno successivo.

Il terzo turno consisteva in quattro sfide ad eliminazione diretta: le vincitrici accedevano al girone finale a quattro squadre che avrebbe assegnato il titolo.

## Primo turno
| Campionati regionali                                | Squadre che hanno passato il turno | Turno    |
| --------------------------------------------------- | ---------------------------------- | -------- |
| Zagabria città Prvenstvo ZND                        | 1.HŠK Građanski                    | 3º turno |
| Zagabria città Prvenstvo ZND                        | HŠK Concordia                      | 3º turno |
| Zagabria città Prvenstvo ZND                        | HAŠK                               | 3º turno |
| Zagabria città Prvenstvo ZND                        | HŠK Ličanin                        | 2º turno |
| Zagabria provincia Campionato provinciale della ZND | HRŠK Zagorac Varaždin              | 2º turno |
| Osijek città                                        | HŠK Građanski                      | 3º turno |
| Osijek città                                        | HŠK Hajduk                         | 2º turno |
| Osijek provincia Campionato provinciale della OND   | HŠK Bata Borovo                    | 2º turno |
| Zemun                                               | HŠK Zemun                          | 2º turno |
| Banja Luka                                          | HŠK Hrvoje                         | 2º turno |
| Banja Luka                                          | HBŠK                               | 2º turno |
| Sarajevo città                                      | SAŠK                               | 2º turno |
| Sarajevo città                                      | HŠK Gjerzelez                      | 2º turno |
| Sarajevo provincia Campionato provinciale della SND | HŠK Tomislav Zenica                | 2º turno |

## Secondo turno

### Girone A
|  | Pos. | Squadra         | Pt | G | V | N | P | GF | GS | QR    |
|  | ---- | --------------- | -- | - | - | - | - | -- | -- | ----- |
|  | 1.   | HŠK Zemun       | 4  | 2 | 2 | 0 | 0 | 5  | 3  | 1,666 |
|  | 2.   | HŠK Bata Borovo | 0  | 2 | 0 | 0 | 2 | 3  | 5  | 0,600 |

|             | Zem  | Bat  |
| ----------- | ---- | ---- |
| Zemun       | –––– | 1-0  |
| Bata Borovo | 3-4  | –––– |

### Girone B
|  | Pos. | Squadra               | Pt | G | V | N | P | GF | GS | QR    |
|  | ---- | --------------------- | -- | - | - | - | - | -- | -- | ----- |
|  | 1.   | HŠK Hajduk Osijek     | 6  | 4 | 3 | 0 | 1 | 15 | 3  | 5,000 |
|  | 2.   | HŠK Hrvoje Banja Luka | 6  | 4 | 3 | 0 | 1 | 6  | 5  | 1,200 |
|  | 3.   | HBŠK Banja Luka       | 0  | 4 | 0 | 0 | 4 | 1  | 14 | 0,071 |

|               | Haj  | Hrv  | HBŠ  |
| ------------- | ---- | ---- | ---- |
| Hajduk Osijek | –––– | 4-0  | 4-1  |
| HŠK Hrvoje    | 2-1  | –––– | 2-0  |
| HBŠK          | 0-6  | 0-2  | –––– |

### Girone C
|  | Pos. | Squadra                | Pt | G | V | N | P | GF | GS | QR    |
|  | ---- | ---------------------- | -- | - | - | - | - | -- | -- | ----- |
|  | 1.   | SAŠK Sarajevo          | 7  | 4 | 3 | 1 | 0 | 13 | 3  | 4,333 |
|  | 2.   | HŠK Tomislav Zenica    | 3  | 4 | 1 | 1 | 2 | 5  | 11 | 0,454 |
|  | 3.   | HŠK Gjerzelez Sarajevo | 2  | 4 | 1 | 0 | 3 | 4  | 8  | 0,500 |

|           | Haj  | G.O  | Rad  |
| --------- | ---- | ---- | ---- |
| SAŠK      | –––– | 6-0  | 2-1  |
| Tomislav  | 2-2  | –––– | 2-1  |
| Gjerzelez | 0-3  | 2-1  | –––– |

### Girone D
|  | Pos. | Squadra               | Pt | G | V | N | P | GF | GS | QR    |
|  | ---- | --------------------- | -- | - | - | - | - | -- | -- | ----- |
|  | 1.   | HŠK Ličanin Zagabria  | 4  | 2 | 2 | 0 | 0 | 6  | 1  | 6,000 |
|  | 2.   | HRŠK Zagorac Varaždin | 0  | 2 | 0 | 0 | 4 | 1  | 6  | 0,166 |

|         | Lič  | Zag  |
| ------- | ---- | ---- |
| Ličanin | –––– | 4-0  |
| Zagorac | 1-2  | –––– |

## Terzo turno
| Squadra 1        | Totale | Squadra 2          | Andata     | Ritorno    |
| ---------------- | ------ | ------------------ | ---------- | ---------- |
|                  |        |                    | 11.07.1943 | 18.07.1943 |
| HAŠK Zagabria    | 5 – 2  | HŠK Zemun          | 4 – 0      | 1 – 2      |
| Hajduk Osijek    | 1 – 11 | Građanski Zagabria | 0 – 4      | 1 – 7      |
| SAŠK             | 0 – 3  | Concordia Zagabria | 0 – 0      | 0 – 3      |
| Građanski Osijek | 2 – 5  | Ličanin Zagabria   | 1 – 1      | 1 – 4      |

## Girone finale
```
Date: 12.9.1943 (1ª giornata), 19.09.1943 (2ª giornata), 25.09.1943 (3ª giornata), 09.10.1943 (4ª giornata), 23.10.1943 (5ª giornata) e 01.11.1943 (6ª giornata).
[
2
]
```

|                    | Pos. | Squadra            | Pt | G | V | N | P | GF | GS | QR    |
| ------------------ | ---- | ------------------ | -- | - | - | - | - | -- | -- | ----- |
|                    | 1.   | Građanski Zagabria | 12 | 6 | 6 | 0 | 0 | 25 | 4  | 6,250 |
|                    | 2.   | HAŠK Zagabria      | 8  | 6 | 4 | 0 | 2 | 18 | 10 | 1,800 |
|                    | 3.   | Concordia Zagabria | 3  | 6 | 1 | 1 | 4 | 10 | 19 | 0,526 |
|                    | 4.   | Ličanin Zagabria   | 1  | 6 | 0 | 1 | 5 | 5  | 25 | 0,200 |
| Fonte: eu-football |      |                    |    |   |   |   |   |    |    |       |

Legenda:
      Campione di Croazia.
Note:
Due punti a vittoria, uno a pareggio, zero a sconfitta.
|                    | Gra  | HAŠ  | Con  | Lič  |
| ------------------ | ---- | ---- | ---- | ---- |
| Građanski Zagabria | –––– | 3-0  | 6-1  | 3-1  |
| HAŠK Zagabria      | 1-2  | –––– | 3-2  | 8-0  |
| Concordia Zagabria | 0-3  | 3-4  | –––– | 3-2  |
| Ličanin Zagabria   | 1-8  | 0-2  | 1-1  | –––– |
| Fonte: eu-football |      |      |      |      |

## Squadra campione
1. HŠK Građanski Zagreb: Franjo Glaser, Miroslav Brozović, Ernest Dubac, Branko Pleše, Ivan Jazbinšek, Gustav Lechner, Zvonimir Cimermančić, Franjo Wölfl, August Lešnik, Milan Antolković, Mirko Kokotović (allenatore: Márton Bukovi)